# Кечкемети ТЕ
Кечкемети (на унгарски: Kecskeméti Testedző Egyesület), Кечкемети ТЕ, или просто Кечкемет е унгарски футболен клуб от град Кечкемет, област Южен Алфьолд. Вицешампион на Унгария за 2022/23 година и носител на Купата на страната през 2010/11.
Домакинските си мачове играе на стадион „Сектом“ в Кечкемет, с капацитет 6 300 зрители.

## Успехи

### Национални
- Първа унгарска футболна лига:
  -  Вицешампион (1): 2022/23
- Купа на Унгария:
  -  Носител (1): 2010/11
- Купа на Лигата:
  -  Финалист (1): 2011/!2
- Суперкупа на Унгария:
  -  Финалист (1): 2011
- Втора лига:
  -  Победител (1): 2007/08
- Трета лига:
  -  Победител (4): 1945/46, 1957/58, 1989/90, 1994/95

## Известни футболисти
- Тибор Молнар (1963)

## Предишни имена
| Години      | Име                                                                                  |
| ----------- | ------------------------------------------------------------------------------------ |
| 1911 – 1913 | „Кечкемет Мункаш Тештедзьо Егешлет (МТЕ)“ Kecskeméti Munkás Testedző Egyesület (MTE) |
| 1913 -1945  | „Кечкемет Мункаш Егешлет (ТЕ)“ Kecskeméti Testedző Egyesület (TE)                    |
| 1945 – 1949 | „Кечкемет МТЕ“ Kecskeméti MTE                                                        |
| 1949 – 1951 | „Кечкемет СзТЕ“ Kecskeméti SzTE                                                      |
| 1951 - 1956 | „Кечкемет Кинижи СК“ Kecskeméti Kinizsi SK                                           |
| 1956 - 1998 | „Кечкемет ТЕ“ Kecskeméti TE                                                          |
| 1998 - 2003 | „Кечкемет ФК“ Kecskeméti Futball Club (FC)                                           |
| от 2003 -   | „Кечкемет Торна Еглет (ТЕ)“ Kecskeméti Torna Egylet (TE)                             |